# Leichtathletik-Weltmeisterschaften 1995/Teilnehmer (Mexiko)
| Goldmedaillen | Silbermedaillen | Bronzemedaillen |
| ------------- | --------------- | --------------- |
| –             | 1               | –               |

Mexiko stellte mindestens sechs Teilnehmerinnen und 25 Teilnehmer bei den Leichtathletik-Weltmeisterschaften 1995 in der schwedischen Stadt Göteborg.

## Medaillen
Mit einer gewonnenen Silbermedaille belegte das mexikanische Team Platz 29 im Medaillenspiegel.
 Silber
- Dionicio Cerón: Marathon der Männer

## Ergebnisse

### Männer

#### Laufdisziplinen
| Athlet/en                                                        | Disziplin        | Vorlauf      | Vorlauf | Viertelfinale      | Viertelfinale      | Halbfinale         | Halbfinale         | Finale                  | Finale                  |
| Athlet/en                                                        | Disziplin        | Zeit         | Platz   | Zeit               | Platz              | Zeit               | Platz              | Zeit                    | Platz                   |
| ---------------------------------------------------------------- | ---------------- | ------------ | ------- | ------------------ | ------------------ | ------------------ | ------------------ | ----------------------- | ----------------------- |
| Jaime Barragán                                                   | 100 m            | 10,54 s      | 43      | nicht qualifiziert | nicht qualifiziert | –––                | –––                | –––                     | –––                     |
| Raymundo Escalante                                               | 400 m            | 48,29 s      | 49      | nicht qualifiziert | nicht qualifiziert | –––                | –––                | –––                     | –––                     |
| Ricardo Herrera                                                  | 5000 m           | 13:35,90 min | 20      |                    |                    |                    |                    | nicht qualifiziert      | nicht qualifiziert      |
| Jorge Márquez                                                    | 10.000 m         | 28:53,02 min | 29      |                    |                    |                    |                    | nicht qualifiziert      | nicht qualifiziert      |
| Martín Pitayo                                                    | 10.000 m         | 28:24,20 min | 23      |                    |                    |                    |                    | nicht qualifiziert      | nicht qualifiziert      |
| Germán Silva                                                     | 10.000 m         | 27:49,07 min | 7       |                    |                    |                    |                    | 27:55,34 min            | 13                      |
| Dionicio Cerón                                                   | Marathon         |              |         |                    |                    |                    |                    | 2:12:13 h               | Silber                  |
| Andrés Espinosa                                                  | Marathon         |              |         |                    |                    |                    |                    | 2:16:44 h               | 9                       |
| Isidro Rico                                                      | Marathon         |              |         |                    |                    |                    |                    | 2:18:29 h               | 15                      |
| Juan Vallin                                                      | 400 m Hürden     | 51,96 s      | 40      |                    |                    | nicht qualifiziert | nicht qualifiziert | –––                     | –––                     |
| Rubén García                                                     | 3000 m Hindernis | 8:36,29 min  | 30      |                    |                    | nicht qualifiziert | nicht qualifiziert | –––                     | –––                     |
| Carlos Villaseñor Alejandro Cárdenas Genaro Rojas Jaime Barragán | 4 × 100 m        | 39,66 s      | 18      |                    |                    | nicht qualifiziert | nicht qualifiziert | –––                     | –––                     |
| Alejandro Cárdenas Juan Vallín Alberto Araújo Raymundo Escalante | 4 × 400 m        | 3:07,22 min  | 18      |                    |                    |                    |                    | nicht qualifiziert      | nicht qualifiziert      |
| Daniel García                                                    | 20 km Gehen      |              |         |                    |                    |                    |                    | disqualifiziert         | disqualifiziert         |
| Alejandro López                                                  | 20 km Gehen      |              |         |                    |                    |                    |                    | Wettkampf nicht beendet | Wettkampf nicht beendet |
| Bernardo Segura                                                  | 20 km Gehen      |              |         |                    |                    |                    |                    | Wettkampf nicht beendet | Wettkampf nicht beendet |
| Carlos Mercenario                                                | 50 km Gehen      |              |         |                    |                    |                    |                    | 3:55:24 h               | 12                      |
| Miguel Ángel Rodríguez                                           | 50 km Gehen      |              |         |                    |                    |                    |                    | 3:36:34 h               | 4                       |
| Germán Sánchez                                                   | 50 km Gehen      |              |         |                    |                    |                    |                    | Wettkampf nicht beendet | Wettkampf nicht beendet |

#### Sprung-/Wurfdisziplinen
| Athlet                   | Disziplin      | Qualifikation         | Qualifikation         | Finale             | Finale             |
| Athlet                   | Disziplin      | Weite/Höhe            | Platz                 | Weite              | Platz              |
| ------------------------ | -------------- | --------------------- | --------------------- | ------------------ | ------------------ |
| Paulo Benavidez          | Stabhochsprung | ohne gültigen Versuch | ohne gültigen Versuch | –––                | –––                |
| Rogelio Sáenz            | Weitsprung     | ohne gültigen Versuch | ohne gültigen Versuch | –––                | –––                |
| Juan Gerardo de la Garza | Speerwurf      | 70,20 m               | 33                    | nicht qualifiziert | nicht qualifiziert |

### Frauen

#### Laufdisziplinen
| Athletin                  | Disziplin   | Vorlauf      | Vorlauf | Viertelfinale | Viertelfinale | Halbfinale | Halbfinale | Finale                  | Finale                  |
| Athletin                  | Disziplin   | Zeit         | Platz   | Zeit          | Platz         | Zeit       | Platz      | Zeit                    | Platz                   |
| ------------------------- | ----------- | ------------ | ------- | ------------- | ------------- | ---------- | ---------- | ----------------------- | ----------------------- |
| Adriana Fernández         | 5000 m      | 15:46,89 min | 28      |               |               |            |            | nicht qualifiziert      | nicht qualifiziert      |
| Nora Leticia Rocha        | 10.000 m    | 34:23,78 min | 29      |               |               |            |            | nicht qualifiziert      | nicht qualifiziert      |
| Maria Guadalupe Loma      | Marathon    |              |         |               |               |            |            | Wettkampf nicht beendet | Wettkampf nicht beendet |
| Francisca Martínez        | 10 km Gehen |              |         |               |               |            |            | 45:55 min               | 31                      |
| María Graciela Mendoza    | 10 km Gehen |              |         |               |               |            |            | 44:44 min               | 19                      |
| Maria del Rosario Sánchez | 10 km Gehen |              |         |               |               |            |            | 46:54 min               | 37                      |